# Аланияспор
„Аланияспор“(на турски: Alanyaspor) е турски футболен клуб. Отборът е от град Алания вилает Анталия, и играе мачовете си на стадион Бахчешехир Окуларъ Стадиум“, с капацитет 10 130 зрители. Отборът се състезава в Турската суперлига. Основан е през 1948 г. Цветовете на клуба са оранжево и бяло.

## История
„Аланияспор“ е основан през 1948 година от доктор Али Назъм Кьосеоглу и група млади лекари. Първоначално се казва „Алания Калеспор“, а по-късно – „Кале Генчликспор“. В това време цветовете на отбора са били бели и сини. До 1966 година клубът има полупрофесионален статут, след което получава федерален.
През 1984 година клуб получава правото да играе във възродената Втора лига. При това клубът получава професионален статут и бива сменено името и цветовете на отбора. В крайното класиране на сезон 1987/88 „Аланияспор“ уверено побеждава в своята група 5 и завоюва правото да играе във Втора лига на Турция. Следващите 8 сезона „Аланияспор“ играе ролята на абсолютен средняк в своите групи във Втора лига и никога не претендира за изкачване нагоре, нито за отпадане по-надолу в Третата. Но в края на 1996/97 отборът заема последното място в своята група и след 9 години се връща в Трета лига.
След създаването на Суперлигата през 2001 година, Трета лига трябва да стане Четвърта в системата на футболна Турция. „Аланияспор“ през сезон 2000/2001 влиза във Втора лига. По такъв начин отборът остава в Трета лига, но се спуска с още едно стъпало. На това ниво „Аланияспор“ изиграва още 3 сезона и през 2004 побеждава в своята Група 4 и получава повишение за Втора лига. През сезон 2004/05 „Аланияспор“ заема второ място в своята група, но изостава значително (на 21 точки) от „Ушакспор“. На следващата година „Аланияспор“ участва в плейоф за повишение, но отстъпва у дома в 1/8 финала на „Пендикспор“ с резултат 0:1. И на другата година отстъпва в полуфиналния плейоф на „Адана Демирспор“ (с дузпи 2:4, редовното време завършва без голове). През сезон 2007/08 отново губи в плейофа, но този път с разгромното (0:3) от „Чанкаръспор“ на 1/4 финала. Следващите 5 години „Аланияспор“ няма никакви претенции за влизане в Първа лига, и дори не достига до плейофите.
Най-накрая през сезон 2013/14 заема второто място в своята група и побеждава в плейофа срещу „Хатайспор“ с дузпи на Олимпийския стадион в Истанбул. През 2014/15 още в първия си сезон в Първа лига „Аланияспор“ се включва в борбата за влизане в Суперлигата. Заемайки 3-тото място получава право на плейоф, където е разгромен от „Самсунспор“ с общ резултат 1:9 (1:5 като гост и 0:4 у дома).
В крайното класиране на 2015/16 „Аланияспор“ преодолява във финалния плейоф отбора на „Адана Демирспор“ (редовното време и продълженията завършват 1:1, но „Аланияспор“ се оказва по-силна след изпълнението на дузпите с 3:1) и за пръв път се изкачва в най-високото ниво на Турския шампионат.

## Успехи
- Суперлига:
  - 8-о място (1): 2023/24
- Купа на Турция:
  -  Финалист (1): 2019/20
- Първа лига:
  - Победител в Плейофа (1): 2015/16
- Втора лига:
  - Победител в Плейофа (1): 2013/14
- Втора лига:
  - Победител (2): 1987/88, 2003/04